# Lepidocyrtus
Genre
Lepidocyrtus est un genre de collemboles de la famille des Lepidocyrtidae.

## Distribution
Les espèces de ce genre se rencontrent tout autour du monde.

## Liste des espèces
Selon Checklist of the Collembola of the World (version du 25 août 2019) :
- Lepidocyrtus (Allocyrtus) Yoshii & Suhardjono, 1989
  - Lepidocyrtus lepidornatus (Handschin, 1930)
- Lepidocyrtus (Ascocyrtus) Yoshii, 1963
  - Lepidocyrtus aseanus Yoshii, 1982
  - Lepidocyrtus dahli Schäffer, 1898
  - Lepidocyrtus decui Gruia, 1984
  - Lepidocyrtus gisini Izarra, 1972
  - Lepidocyrtus kuakea Christiansen & Bellinger, 1992
  - Lepidocyrtus magnificus Carpenter, 1924
  - Lepidocyrtus scaber Ritter, 1911
  - Lepidocyrtus suborientalis (Yosii, 1959)
  - Lepidocyrtus tongensis Yosii, 1964
- Lepidocyrtus (Cinctocyrtus) Yoshii & Suhardjono, 1989
  - Lepidocyrtus cinctus Schäffer, 1898
  - Lepidocyrtus filamentosus Yoshii, 1982
  - Lepidocyrtus hankowi Denis, 1929
  - Lepidocyrtus koreanus Kim & Lee, 1995
  - Lepidocyrtus medius Schäffer, 1898
  - Lepidocyrtus minimus Park & Rojanavongse, 1999
  - Lepidocyrtus reductus Park & Rojanavongse, 1999
  - Lepidocyrtus sandakanicus Yoshii, 1982
  - Lepidocyrtus sepilokensis Yoshii, 1982
  - Lepidocyrtus simplex Park & Rojanavongse, 1999
  - Lepidocyrtus sublobatus Yosii, 1961
- Lepidocyrtus (Fractocyrtus) Cipola & Bellini, 2018
  - Lepidocyrtus americanus Cipola & Bellini, 2018
  - Lepidocyrtus mateosi Cipola & Bellini, 2018
- Lepidocyrtus (Lanocyrtus) Yoshii & Suhardjono, 1989
  - Lepidocyrtus absens Zhang, Chatterjee & Chen, 2009
  - Lepidocyrtus altmontanus Tshelnokov, 1978
  - Lepidocyrtus arrabonicus Traser, 2000
  - Lepidocyrtus beaucatcheri (Wray, 1946)
  - Lepidocyrtus bicoloris Mateos, 2012
  - Lepidocyrtus bilobatus Mateos, 2008
  - Lepidocyrtus biphasis Mari Mutt, 1986
  - Lepidocyrtus caeruleicornis Bonet, 1930
  - Lepidocyrtus cinereus Folsom, 1924
  - Lepidocyrtus cyaneus Tullberg, 1871
  - Lepidocyrtus dubius Christiansen & Bellinger, 1998
  - Lepidocyrtus felipei Wang, Chen & Christiansen, 2003
  - Lepidocyrtus fernandi Christiansen & Bellinger, 1998
  - Lepidocyrtus fimicolus Mari Mutt, 1988
  - Lepidocyrtus finus Christiansen & Bellinger, 1980
  - Lepidocyrtus floridensis Snider, 1967
  - Lepidocyrtus gumgum Yoshii, 1982
  - Lepidocyrtus helenae Snider, 1967
  - Lepidocyrtus isabelleae Winkler, 2017
  - Lepidocyrtus lanuginosus (Linnaeus, 1788)
  - Lepidocyrtus lusitanicus da Gama, 1964
  - Lepidocyrtus pallidus Reuter, 1890
  - Lepidocyrtus pseudofimetarius Gruia, 1983
  - Lepidocyrtus pseudosinelloides Gisin, 1967
  - Lepidocyrtus selvaticus Arbea & Ariza, 2007
  - Lepidocyrtus serbicus Denis, 1933
  - Lepidocyrtus simsim Yoshii, 1982
  - Lepidocyrtus tomosvaryi Winkler & Traser, 2012
  - Lepidocyrtus vestitus Handschin, 1930
  - Lepidocyrtus weidneri Hüther, 1971
- Lepidocyrtus (Lepidocyrtus) Bourlet, 1839
  - Lepidocyrtus achromatis Maynard, 1951
  - Lepidocyrtus agraensis Baijal & Sinha, 1971
  - Lepidocyrtus aho Christiansen & Bellinger, 1992
  - Lepidocyrtus albicaudatus Hammer, 1953
  - Lepidocyrtus albidus Stach, 1920
  - Lepidocyrtus annulicornis Carpenter, 1916
  - Lepidocyrtus apicalis Mateos & Petersen, 2012
  - Lepidocyrtus apo Christiansen & Bellinger, 1992
  - Lepidocyrtus arctomontanus Tshelnokov, 1990
  - Lepidocyrtus assymetrica (Salmon, 1937)
  - Lepidocyrtus atratus Mari Mutt, 1983
  - Lepidocyrtus atropurpureus Packard, 1888
  - Lepidocyrtus aurantiacus Maynard, 1951
  - Lepidocyrtus aureus Womersley, 1934
  - Lepidocyrtus balteatus Mari Mutt, 1983
  - Lepidocyrtus barbulus Mateos, 2011
  - Lepidocyrtus bidenticulatus Ritter, 1911
  - Lepidocyrtus caeruleacrurus (Salmon, 1941
  - Lepidocyrtus caeruleus Ritter, 1911
  - Lepidocyrtus ceratoxenus Börner, 1907
  - Lepidocyrtus chorus Mateos & Lukic, 2019
  - Lepidocyrtus coerulea Denis, 1941
  - Lepidocyrtus coeruleocinctus Handschin, 1930
  - Lepidocyrtus concolourus Nguyen, 2001
  - Lepidocyrtus congolensis Marlier, 1945
  - Lepidocyrtus crassicornus (Koch & Berendt, 1854)
  - Lepidocyrtus curvicollis Bourlet, 1839
  - Lepidocyrtus dealbatus Barra, 2006
  - Lepidocyrtus denisi Marlier, 1945
  - Lepidocyrtus dentilus Winter, 1963
  - Lepidocyrtus diminutus Mari Mutt, 1986
  - Lepidocyrtus dispar Mari Mutt, 1986
  - Lepidocyrtus distinctus Mari Mutt, 1986
  - Lepidocyrtus eeu Christiansen & Bellinger, 1992
  - Lepidocyrtus elongatus (Salmon, 1944
  - Lepidocyrtus epiphytus Winter, 1963
  - Lepidocyrtus exaggeratus Denis, 1931
  - Lepidocyrtus extensus Wahlgren, 1908
  - Lepidocyrtus ferrugineus Schött, 1893
  - Lepidocyrtus fimbriatus Salmon, 1944
  - Lepidocyrtus finensis Maynard, 1951
  - Lepidocyrtus flexicollis Gisin, 1965
  - Lepidocyrtus fryeri Carpenter, 1916
  - Lepidocyrtus fuscatus Wahlgren, 1908
  - Lepidocyrtus gardineri Carpenter, 1916
  - Lepidocyrtus geayi Denis, 1924
  - Lepidocyrtus geayides Denis, 1931
  - Lepidocyrtus griseolus Mari Mutt, 1986
  - Lepidocyrtus guthriei Maynard, 1951
  - Lepidocyrtus hakea Christiansen & Bellinger, 1992
  - Lepidocyrtus heterophthalmus Carpenter, 1904
  - Lepidocyrtus himalayanus Yosii, 1971
  - Lepidocyrtus hirtus Christiansen & Bellinger, 1980
  - Lepidocyrtus hukulii Christiansen & Bellinger, 1992
  - Lepidocyrtus ianthinus Mari Mutt, 1986
  - Lepidocyrtus immaculatus Folsom, 1932
  - Lepidocyrtus imperialis Carpenter, 1916
  - Lepidocyrtus inornatus Folsom, 1932
  - Lepidocyrtus instratus Handschin, 1924
  - Lepidocyrtus intermedius Mateos, Escuer & Alvares-Presas, 2018
  - Lepidocyrtus iricolor (Say, 1821)
  - Lepidocyrtus juliae Mateos, 2011
  - Lepidocyrtus kauriensis Salmon, 1941
  - Lepidocyrtus kolymensis Tshelnokov, 1990
  - Lepidocyrtus lamarcki Delamare Deboutteville, 1952
  - Lepidocyrtus lepargus Mari Mutt, 1986
  - Lepidocyrtus lignorum (Fabricius, 1775)
  - Lepidocyrtus lindensis Salmon, 1941
  - Lepidocyrtus longithorax Delamare Deboutteville, 1948
  - Lepidocyrtus luteus Jackson, 1909
  - Lepidocyrtus maldonadoi Mari Mutt, 1986
  - Lepidocyrtus mariani Traser & Dányi, 2008
  - Lepidocyrtus marimutti Thibaud & Najt, 1987
  - Lepidocyrtus maximus Schött, 1893
  - Lepidocyrtus medioides Womersley, 1928
  - Lepidocyrtus mele Christiansen & Bellinger, 1992
  - Lepidocyrtus millsi Folsom, 1967
  - Lepidocyrtus montseniensis Mateos, 1985
  - Lepidocyrtus moorei Salmon, 1941
  - Lepidocyrtus mucroserratus Salmon, 1954
  - Lepidocyrtus mutabilis Denis, 1931
  - Lepidocyrtus neofasciatus Wray, 1948
  - Lepidocyrtus nigrescens Szeptycki, 1967
  - Lepidocyrtus nigrofasciatus Womersley, 1934
  - Lepidocyrtus nilatus Mari Mutt, 1987
  - Lepidocyrtus obscuricornis Carpenter, 1916
  - Lepidocyrtus obscurus Stach, 1960
  - Lepidocyrtus obtusus Wahlgren, 1906
  - Lepidocyrtus olena Christiansen & Bellinger, 1992
  - Lepidocyrtus orientalis (Tshelnokov, 1978)
  - Lepidocyrtus orientalis Handschin, 1929
  - Lepidocyrtus ornatus Yosii, 1966
  - Lepidocyrtus paracaprilesi Mari Mutt, 1988
  - Lepidocyrtus paradoxus Uzel, 1890
  - Lepidocyrtus pearsei Mills, 1938
  - Lepidocyrtus peisonis Traser & Christian, 1992
  - Lepidocyrtus perturbans Denis, 1948
  - Lepidocyrtus pistiae Delamare Deboutteville & Paulian, 1945
  - Lepidocyrtus plumosus Carpenter, 1934
  - Lepidocyrtus poko Christiansen & Bellinger, 1992
  - Lepidocyrtus praecisus Schött, 1917
  - Lepidocyrtus pseudopictus Womersley, 1934
  - Lepidocyrtus pulchellus Denis, 1926
  - Lepidocyrtus pyriformus (Koch & Berendt, 1854)
  - Lepidocyrtus ramosi Mari Mutt, 1986
  - Lepidocyrtus rataensis Salmon, 1941
  - Lepidocyrtus robustus Imms, 1912
  - Lepidocyrtus ruber Schött, 1902
  - Lepidocyrtus schmidti Handschin, 1927
  - Lepidocyrtus sejmczanicus Tshelnokov, 1990
  - Lepidocyrtus sibiricus Rusek, 1985
  - Lepidocyrtus silvestris Carpenter, 1916
  - Lepidocyrtus simularis Brown, 1926
  - Lepidocyrtus stramineus Carpenter, 1916
  - Lepidocyrtus submontanus Salmon, 1941
  - Lepidocyrtus summersi (MacGillivray, 1894)
  - Lepidocyrtus szeptyckii Rusek, 1985
  - Lepidocyrtus tellecheae Arbea &t Jordana, 1990
  - Lepidocyrtus traseri Winkler, 2016
  - Lepidocyrtus tropicus Winter, 1963
  - Lepidocyrtus tundriensis Tshelnokov & Bondarenko, 1978
  - Lepidocyrtus uku Christiansen & Bellinger, 1992
  - Lepidocyrtus unafascius Salmon, 1941
  - Lepidocyrtus unicolor Womersley, 1934
  - Lepidocyrtus unifasciatus James, 1933
  - Lepidocyrtus usitatus Folsom, 1927
  - Lepidocyrtus uzeli Rusek, 1985
  - Lepidocyrtus vespensis Womersley, 1930
  - Lepidocyrtus vexans Denis, 1933
  - Lepidocyrtus vexillosus Loksa & Bogojevic, 1967
  - Lepidocyrtus vicarius Börner, 1906
  - Lepidocyrtus violaceus (Fourcroy, 1785)
  - Lepidocyrtus vireticulus Mari Mutt, 1986
- Lepidocyrtus (Setogaster) Salmon, 1951
  - Lepidocyrtus amazonicus Cipola & Bellini, 2018
  - Lepidocyrtus bispinosus (Handschin, 1932)
  - Lepidocyrtus caprilesi Wray, 1953
  - Lepidocyrtus coerulea (Salmon, 1951)
  - Lepidocyrtus fasciata (Salmon, 1951)
  - Lepidocyrtus frantzeni (Winter, 1963
  - Lepidocyrtus indicus Handschin, 1929
  - Lepidocyrtus kulluensis Baquero & Jordana, 2015
  - Lepidocyrtus manipuri Salmon, 1969
  - Lepidocyrtus merapicus (Yoshii & Suhardjono, 1989
  - Lepidocyrtus multisensillatus Cipola & Bellini, 2018
  - Lepidocyrtus nigrosetosus Folsom, 1927
  - Lepidocyrtus pallida (Salmon, 1951)
  - Lepidocyrtus projectus Salmon, 1956
  - Lepidocyrtus sotoi Bellini & Godeiro, 2015
- sous-genre indéterminé
  - Lepidocyrtus exploratorius Carpenter, 1924
  - Lepidocyrtus fimetarius Gisin, 1964
  - Lepidocyrtus inormatus Folsom, 1932
  - Lepidocyrtus parallelus Folsom, 1924
  - Lepidocyrtus pilifer Schött, 1901
  - † Lepidocyrtus ambricus Handschin, 1926

## Publications originales
- Bourlet, 1839 : « Mémoire sur les Podures ». Mémoires de la Société Royale des Sciences, de l'Agriculture et des Arts de Lille, vol. 1, p. 377-418 (texte intégral).